# いるま野農業協同組合
いるま野農業協同組合（いるまののうぎょうきょうどうくみあい）は、埼玉県川越市に本店を置く農業協同組合。通称は「いるま野農協」、愛称は「JAいるま野」。

## 概要
- 1996年4月1日 - 川越市、霞ヶ関、入間東部、入間市、狭山市、坂戸市、鶴ヶ島、毛呂山町、越生町、埼玉日高、飯能市の11農協が合併し、発足。
- 2001年4月1日 - 所沢市農協と合併。

## 本店
埼玉県川越市今成に置かれており、小江戸支店が隣接している。

## 支店
- 川越市
  - 川越東支店
  - 高階支店
  - 福原支店
  - 大東支店
  - 名細支店
  - 小江戸支店（川越地域統括支店）
  - 霞ヶ関支店
  - 初雁支店
- ふじみ野市
  - 福岡支店
  - ふじみ野支店（東部地域統括支店）
- 三芳町
  - 三芳支店
- 富士見市
  - 東部富士見支店
- 入間市
  - 東金子支店（入間地域統括支店）
  - 宮寺支店
  - 金子支店
  - 西武支店
  - 入間南支店
- 狭山市
  - 狭山支店（狭山地域統括支店）
  - 狭山西支店
  - 入曽支店
  - 堀兼支店
- 坂戸市
  - 宮町支店
  - 坂戸支店（北部地域統括支店）
  - 入西支店
- 鶴ヶ島市
  - 鶴ヶ島支店
- 毛呂山町
  - 毛呂山支店
- 越生町
  - 越生支店
- 飯能市
  - 飯能支店（西部地域統括支店）
  - 吾野支店
  - 名栗原市場支店
  - 加治支店
- 日高市
  - 日高支店
  - 高萩支店
- 所沢市
  - 柳瀬支店
  - 松井支店
  - 富岡支店
  - 所沢西支店（所沢地域統括支店）
  - 三ヶ島支店

## 直売所
- あぐれっしゅ川越
- あぐれっしゅふじみ野
- あぐれっしゅげんき村
- あぐれっしゅ日高中央
- いるマルシェ（ららぽーと富士見内）
- 坂戸農産物直売所
- 鶴ヶ島農産物直売所
- 毛呂山農産物直売所
- 越生農産物直売所
- 飯能農産物直売所
- 高萩南農産物直売所
- 松井農産物直売所
- いるとこ農産物直売所

## その他の農業関連施設
営農施設、狭山茶センター、農機センター、カントリーエレベーター、農産物集出荷所、育苗施設を有する。

## 関連会社等
- ふくはら幼稚園（平成21年4月1日からは法人化により独立）
- 株式会社いるま野サービス (全額出資子会社。葬儀・保険・ガソリンスタンドなど)